# Cerda vasútállomás
Cerda vasútállomás egy vasútállomás Olaszországban, Szicília régióban, Palermo megyében, Cerda településen. Forgalma alapján az olasz vasútállomás-kategóriák közül a bronz kategóriába tartozik.

## Vasútvonalak
Az állomást az alábbi vasútvonalak érintik:
- Palermo–Agrigento–Porto Empedocle-vasútvonal
- Caltanissetta-Palermo-vasútvonal